# Матч за звание чемпиона мира по шахматам 1981

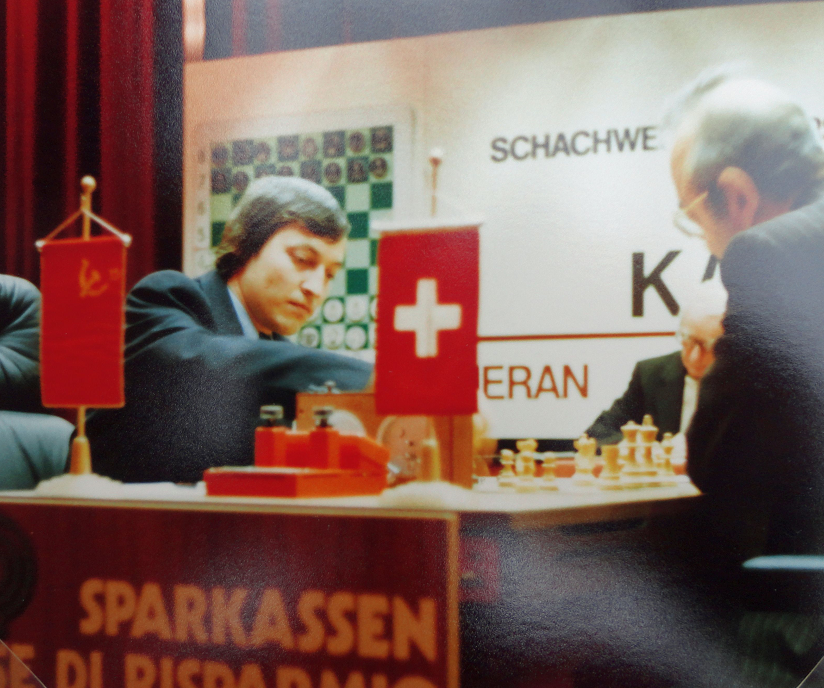
Карпов — Корчной (1981)

Матч на первенство мира по шахматам между чемпионом мира Анатолием Карповым (СССР) и победителем соревнования претендентов Виктором Корчным (Швейцария) проходил с 1 октября по 18 ноября 1981 года в Мерано (Италия).
Регламент матча был таким же, как в 1978 — игра до 6 побед, в случае поражения чемпион имеет право на матч-реванш.
Главный арбитр — П. Клейн (Эквадор).
А. Карпов сохранил звание чемпиона, победив со счётом 6:2 (при 10 ничьих).
Призовой фонд матча: победителю — 260 тысяч долларов, проигравшему — 160 тысяч долларов.

## Политическая подоплёка
ФИДЕ на месяц отложила начало матча, чтобы дать возможность урегулировать ситуацию с запретом на выезд из СССР семьи Корчного. На момент проведения матча сын Корчного Игорь был осуждён и содержался в трудовом лагере формально за уклонение от срочной службы в армии — после службы он не смог бы получить выездную визу. Обращение за освобождение семьи Корчного подписали участники Всемирной шахматной олимпиады и, в частности, бывший президент ФИДЕ и чемпион мира Макс Эйве. Публичную поддержку на открытом чемпионате Москвы выразил гроссмейстер Борис Гулько и его супруга шахматистка Анна Ахшарумова. Жена Корчного Белла обратилась с открытым письмом к Карпову, Петросяну, Полугаевскому и другим советским гроссмейстерам, назвав их «соучастниками расправы над моим сыном» и призвав «добиться права бороться с Корчным в равных условиях». Шахматная федерация СССР назвала перенос матча политическим, «ничего общего с шахматами не имеющими». Карпов охарактеризовал Корчного аморальным человеком, который «бросил на произвол судьбы свою семью».
Корчной не явился на предматчевую пресс-конференцию из-за психологической подавленности после телефонного разговора с женой. Карпов на вопрос о политическом давлении на соперника ответил: «Корчной всегда найдёт предлог для объяснения своего поражения». По окончании матча Корчной заявил о воздействии на него парапсихологов КГБ, об этом он говорил и во время матча 1978 года. Карпов обвинил оппонентов в организации антисоветских демонстраций и раздаче «гнусных листовок», а лично претендента в недостойном поведении: «Выходки Корчного на определённом этапе матча отрицательно подействовали на меня. Понимаете, появилось эдакое брезгливое чувство, причудливо сочетавшееся со странным любопытством: на какую ещё гадость способен этот человек?». Семье Корчного разрешили покинуть СССР в июле 1982 года.

## Таблица матча
| №           | Участники       | 1     | 2      | 3      | 4       | 5        | 6        | 7     | 8        | 9      | 10    |
| ----------- | --------------- | ----- | ------ | ------ | ------- | -------- | -------- | ----- | -------- | ------ | ----- |
| 1           | Анатолий Карпов | 1     | 1      | ½      | 1       | ½        | 0        | ½     | ½        | 1      | ½     |
| 2           | Виктор Корчной  | 0     | 0      | ½      | 0       | ½        | 1        | ½     | ½        | 0      | ½     |
| Игровые дни | Игровые дни     | 01.10 | 3—4.10 | 05.10  | 8—9.10  | 12—13.10 | 15—16.10 | 17.10 | 22—23.10 | 24.10  | 29.10 |
| №           | Участники       | 11    | 12     | 13     | 14      | 15       | 16       | 17    | 18       | Победы | Очки  |
| 1           | Анатолий Карпов | ½     | ½      | 0      | 1       | ½        | ½        | ½     | 1        | 6      | 11    |
| 2           | Виктор Корчной  | ½     | ½      | 1      | 0       | ½        | ½        | ½     | 0        | 2      | 7     |
| Игровые дни | Игровые дни     | 31.10 | 2—3.11 | 5—6.11 | 9—10.11 | 12.11    | 14—15.11 | 16.11 | 18—19.11 |        |       |

## Примечательные партии

### Корчной — Карпов
|   | a | b | c | d | e | f | g | h |   |
| - | --- | --- | --- | --- | --- | --- | --- | --- | - |
| 8 | c8 чёрная ладья · d8 чёрная ладья · b7 чёрный слон · e7 чёрный слон · f7 чёрная пешка · g7 чёрный король · a6 чёрная пешка · b6 чёрный ферзь · f6 чёрный конь · g6 чёрная пешка · h6 чёрная пешка · c5 чёрная пешка · d5 чёрная пешка · a4 белый ферзь · a3 белая пешка · c3 белый конь · e3 белая пешка · f3 белый конь · g3 белая пешка · b2 белая пешка · d2 белая ладья · f2 белая пешка · g2 белая пешка · b1 белый слон · d1 белая ладья · g1 белый король | c8 чёрная ладья · d8 чёрная ладья · b7 чёрный слон · e7 чёрный слон · f7 чёрная пешка · g7 чёрный король · a6 чёрная пешка · b6 чёрный ферзь · f6 чёрный конь · g6 чёрная пешка · h6 чёрная пешка · c5 чёрная пешка · d5 чёрная пешка · a4 белый ферзь · a3 белая пешка · c3 белый конь · e3 белая пешка · f3 белый конь · g3 белая пешка · b2 белая пешка · d2 белая ладья · f2 белая пешка · g2 белая пешка · b1 белый слон · d1 белая ладья · g1 белый король | c8 чёрная ладья · d8 чёрная ладья · b7 чёрный слон · e7 чёрный слон · f7 чёрная пешка · g7 чёрный король · a6 чёрная пешка · b6 чёрный ферзь · f6 чёрный конь · g6 чёрная пешка · h6 чёрная пешка · c5 чёрная пешка · d5 чёрная пешка · a4 белый ферзь · a3 белая пешка · c3 белый конь · e3 белая пешка · f3 белый конь · g3 белая пешка · b2 белая пешка · d2 белая ладья · f2 белая пешка · g2 белая пешка · b1 белый слон · d1 белая ладья · g1 белый король | c8 чёрная ладья · d8 чёрная ладья · b7 чёрный слон · e7 чёрный слон · f7 чёрная пешка · g7 чёрный король · a6 чёрная пешка · b6 чёрный ферзь · f6 чёрный конь · g6 чёрная пешка · h6 чёрная пешка · c5 чёрная пешка · d5 чёрная пешка · a4 белый ферзь · a3 белая пешка · c3 белый конь · e3 белая пешка · f3 белый конь · g3 белая пешка · b2 белая пешка · d2 белая ладья · f2 белая пешка · g2 белая пешка · b1 белый слон · d1 белая ладья · g1 белый король | c8 чёрная ладья · d8 чёрная ладья · b7 чёрный слон · e7 чёрный слон · f7 чёрная пешка · g7 чёрный король · a6 чёрная пешка · b6 чёрный ферзь · f6 чёрный конь · g6 чёрная пешка · h6 чёрная пешка · c5 чёрная пешка · d5 чёрная пешка · a4 белый ферзь · a3 белая пешка · c3 белый конь · e3 белая пешка · f3 белый конь · g3 белая пешка · b2 белая пешка · d2 белая ладья · f2 белая пешка · g2 белая пешка · b1 белый слон · d1 белая ладья · g1 белый король | c8 чёрная ладья · d8 чёрная ладья · b7 чёрный слон · e7 чёрный слон · f7 чёрная пешка · g7 чёрный король · a6 чёрная пешка · b6 чёрный ферзь · f6 чёрный конь · g6 чёрная пешка · h6 чёрная пешка · c5 чёрная пешка · d5 чёрная пешка · a4 белый ферзь · a3 белая пешка · c3 белый конь · e3 белая пешка · f3 белый конь · g3 белая пешка · b2 белая пешка · d2 белая ладья · f2 белая пешка · g2 белая пешка · b1 белый слон · d1 белая ладья · g1 белый король | c8 чёрная ладья · d8 чёрная ладья · b7 чёрный слон · e7 чёрный слон · f7 чёрная пешка · g7 чёрный король · a6 чёрная пешка · b6 чёрный ферзь · f6 чёрный конь · g6 чёрная пешка · h6 чёрная пешка · c5 чёрная пешка · d5 чёрная пешка · a4 белый ферзь · a3 белая пешка · c3 белый конь · e3 белая пешка · f3 белый конь · g3 белая пешка · b2 белая пешка · d2 белая ладья · f2 белая пешка · g2 белая пешка · b1 белый слон · d1 белая ладья · g1 белый король | c8 чёрная ладья · d8 чёрная ладья · b7 чёрный слон · e7 чёрный слон · f7 чёрная пешка · g7 чёрный король · a6 чёрная пешка · b6 чёрный ферзь · f6 чёрный конь · g6 чёрная пешка · h6 чёрная пешка · c5 чёрная пешка · d5 чёрная пешка · a4 белый ферзь · a3 белая пешка · c3 белый конь · e3 белая пешка · f3 белый конь · g3 белая пешка · b2 белая пешка · d2 белая ладья · f2 белая пешка · g2 белая пешка · b1 белый слон · d1 белая ладья · g1 белый король | 8 |
| 7 | c8 чёрная ладья · d8 чёрная ладья · b7 чёрный слон · e7 чёрный слон · f7 чёрная пешка · g7 чёрный король · a6 чёрная пешка · b6 чёрный ферзь · f6 чёрный конь · g6 чёрная пешка · h6 чёрная пешка · c5 чёрная пешка · d5 чёрная пешка · a4 белый ферзь · a3 белая пешка · c3 белый конь · e3 белая пешка · f3 белый конь · g3 белая пешка · b2 белая пешка · d2 белая ладья · f2 белая пешка · g2 белая пешка · b1 белый слон · d1 белая ладья · g1 белый король | c8 чёрная ладья · d8 чёрная ладья · b7 чёрный слон · e7 чёрный слон · f7 чёрная пешка · g7 чёрный король · a6 чёрная пешка · b6 чёрный ферзь · f6 чёрный конь · g6 чёрная пешка · h6 чёрная пешка · c5 чёрная пешка · d5 чёрная пешка · a4 белый ферзь · a3 белая пешка · c3 белый конь · e3 белая пешка · f3 белый конь · g3 белая пешка · b2 белая пешка · d2 белая ладья · f2 белая пешка · g2 белая пешка · b1 белый слон · d1 белая ладья · g1 белый король | c8 чёрная ладья · d8 чёрная ладья · b7 чёрный слон · e7 чёрный слон · f7 чёрная пешка · g7 чёрный король · a6 чёрная пешка · b6 чёрный ферзь · f6 чёрный конь · g6 чёрная пешка · h6 чёрная пешка · c5 чёрная пешка · d5 чёрная пешка · a4 белый ферзь · a3 белая пешка · c3 белый конь · e3 белая пешка · f3 белый конь · g3 белая пешка · b2 белая пешка · d2 белая ладья · f2 белая пешка · g2 белая пешка · b1 белый слон · d1 белая ладья · g1 белый король | c8 чёрная ладья · d8 чёрная ладья · b7 чёрный слон · e7 чёрный слон · f7 чёрная пешка · g7 чёрный король · a6 чёрная пешка · b6 чёрный ферзь · f6 чёрный конь · g6 чёрная пешка · h6 чёрная пешка · c5 чёрная пешка · d5 чёрная пешка · a4 белый ферзь · a3 белая пешка · c3 белый конь · e3 белая пешка · f3 белый конь · g3 белая пешка · b2 белая пешка · d2 белая ладья · f2 белая пешка · g2 белая пешка · b1 белый слон · d1 белая ладья · g1 белый король | c8 чёрная ладья · d8 чёрная ладья · b7 чёрный слон · e7 чёрный слон · f7 чёрная пешка · g7 чёрный король · a6 чёрная пешка · b6 чёрный ферзь · f6 чёрный конь · g6 чёрная пешка · h6 чёрная пешка · c5 чёрная пешка · d5 чёрная пешка · a4 белый ферзь · a3 белая пешка · c3 белый конь · e3 белая пешка · f3 белый конь · g3 белая пешка · b2 белая пешка · d2 белая ладья · f2 белая пешка · g2 белая пешка · b1 белый слон · d1 белая ладья · g1 белый король | c8 чёрная ладья · d8 чёрная ладья · b7 чёрный слон · e7 чёрный слон · f7 чёрная пешка · g7 чёрный король · a6 чёрная пешка · b6 чёрный ферзь · f6 чёрный конь · g6 чёрная пешка · h6 чёрная пешка · c5 чёрная пешка · d5 чёрная пешка · a4 белый ферзь · a3 белая пешка · c3 белый конь · e3 белая пешка · f3 белый конь · g3 белая пешка · b2 белая пешка · d2 белая ладья · f2 белая пешка · g2 белая пешка · b1 белый слон · d1 белая ладья · g1 белый король | c8 чёрная ладья · d8 чёрная ладья · b7 чёрный слон · e7 чёрный слон · f7 чёрная пешка · g7 чёрный король · a6 чёрная пешка · b6 чёрный ферзь · f6 чёрный конь · g6 чёрная пешка · h6 чёрная пешка · c5 чёрная пешка · d5 чёрная пешка · a4 белый ферзь · a3 белая пешка · c3 белый конь · e3 белая пешка · f3 белый конь · g3 белая пешка · b2 белая пешка · d2 белая ладья · f2 белая пешка · g2 белая пешка · b1 белый слон · d1 белая ладья · g1 белый король | c8 чёрная ладья · d8 чёрная ладья · b7 чёрный слон · e7 чёрный слон · f7 чёрная пешка · g7 чёрный король · a6 чёрная пешка · b6 чёрный ферзь · f6 чёрный конь · g6 чёрная пешка · h6 чёрная пешка · c5 чёрная пешка · d5 чёрная пешка · a4 белый ферзь · a3 белая пешка · c3 белый конь · e3 белая пешка · f3 белый конь · g3 белая пешка · b2 белая пешка · d2 белая ладья · f2 белая пешка · g2 белая пешка · b1 белый слон · d1 белая ладья · g1 белый король | 7 |
| 6 | c8 чёрная ладья · d8 чёрная ладья · b7 чёрный слон · e7 чёрный слон · f7 чёрная пешка · g7 чёрный король · a6 чёрная пешка · b6 чёрный ферзь · f6 чёрный конь · g6 чёрная пешка · h6 чёрная пешка · c5 чёрная пешка · d5 чёрная пешка · a4 белый ферзь · a3 белая пешка · c3 белый конь · e3 белая пешка · f3 белый конь · g3 белая пешка · b2 белая пешка · d2 белая ладья · f2 белая пешка · g2 белая пешка · b1 белый слон · d1 белая ладья · g1 белый король | c8 чёрная ладья · d8 чёрная ладья · b7 чёрный слон · e7 чёрный слон · f7 чёрная пешка · g7 чёрный король · a6 чёрная пешка · b6 чёрный ферзь · f6 чёрный конь · g6 чёрная пешка · h6 чёрная пешка · c5 чёрная пешка · d5 чёрная пешка · a4 белый ферзь · a3 белая пешка · c3 белый конь · e3 белая пешка · f3 белый конь · g3 белая пешка · b2 белая пешка · d2 белая ладья · f2 белая пешка · g2 белая пешка · b1 белый слон · d1 белая ладья · g1 белый король | c8 чёрная ладья · d8 чёрная ладья · b7 чёрный слон · e7 чёрный слон · f7 чёрная пешка · g7 чёрный король · a6 чёрная пешка · b6 чёрный ферзь · f6 чёрный конь · g6 чёрная пешка · h6 чёрная пешка · c5 чёрная пешка · d5 чёрная пешка · a4 белый ферзь · a3 белая пешка · c3 белый конь · e3 белая пешка · f3 белый конь · g3 белая пешка · b2 белая пешка · d2 белая ладья · f2 белая пешка · g2 белая пешка · b1 белый слон · d1 белая ладья · g1 белый король | c8 чёрная ладья · d8 чёрная ладья · b7 чёрный слон · e7 чёрный слон · f7 чёрная пешка · g7 чёрный король · a6 чёрная пешка · b6 чёрный ферзь · f6 чёрный конь · g6 чёрная пешка · h6 чёрная пешка · c5 чёрная пешка · d5 чёрная пешка · a4 белый ферзь · a3 белая пешка · c3 белый конь · e3 белая пешка · f3 белый конь · g3 белая пешка · b2 белая пешка · d2 белая ладья · f2 белая пешка · g2 белая пешка · b1 белый слон · d1 белая ладья · g1 белый король | c8 чёрная ладья · d8 чёрная ладья · b7 чёрный слон · e7 чёрный слон · f7 чёрная пешка · g7 чёрный король · a6 чёрная пешка · b6 чёрный ферзь · f6 чёрный конь · g6 чёрная пешка · h6 чёрная пешка · c5 чёрная пешка · d5 чёрная пешка · a4 белый ферзь · a3 белая пешка · c3 белый конь · e3 белая пешка · f3 белый конь · g3 белая пешка · b2 белая пешка · d2 белая ладья · f2 белая пешка · g2 белая пешка · b1 белый слон · d1 белая ладья · g1 белый король | c8 чёрная ладья · d8 чёрная ладья · b7 чёрный слон · e7 чёрный слон · f7 чёрная пешка · g7 чёрный король · a6 чёрная пешка · b6 чёрный ферзь · f6 чёрный конь · g6 чёрная пешка · h6 чёрная пешка · c5 чёрная пешка · d5 чёрная пешка · a4 белый ферзь · a3 белая пешка · c3 белый конь · e3 белая пешка · f3 белый конь · g3 белая пешка · b2 белая пешка · d2 белая ладья · f2 белая пешка · g2 белая пешка · b1 белый слон · d1 белая ладья · g1 белый король | c8 чёрная ладья · d8 чёрная ладья · b7 чёрный слон · e7 чёрный слон · f7 чёрная пешка · g7 чёрный король · a6 чёрная пешка · b6 чёрный ферзь · f6 чёрный конь · g6 чёрная пешка · h6 чёрная пешка · c5 чёрная пешка · d5 чёрная пешка · a4 белый ферзь · a3 белая пешка · c3 белый конь · e3 белая пешка · f3 белый конь · g3 белая пешка · b2 белая пешка · d2 белая ладья · f2 белая пешка · g2 белая пешка · b1 белый слон · d1 белая ладья · g1 белый король | c8 чёрная ладья · d8 чёрная ладья · b7 чёрный слон · e7 чёрный слон · f7 чёрная пешка · g7 чёрный король · a6 чёрная пешка · b6 чёрный ферзь · f6 чёрный конь · g6 чёрная пешка · h6 чёрная пешка · c5 чёрная пешка · d5 чёрная пешка · a4 белый ферзь · a3 белая пешка · c3 белый конь · e3 белая пешка · f3 белый конь · g3 белая пешка · b2 белая пешка · d2 белая ладья · f2 белая пешка · g2 белая пешка · b1 белый слон · d1 белая ладья · g1 белый король | 6 |
| 5 | c8 чёрная ладья · d8 чёрная ладья · b7 чёрный слон · e7 чёрный слон · f7 чёрная пешка · g7 чёрный король · a6 чёрная пешка · b6 чёрный ферзь · f6 чёрный конь · g6 чёрная пешка · h6 чёрная пешка · c5 чёрная пешка · d5 чёрная пешка · a4 белый ферзь · a3 белая пешка · c3 белый конь · e3 белая пешка · f3 белый конь · g3 белая пешка · b2 белая пешка · d2 белая ладья · f2 белая пешка · g2 белая пешка · b1 белый слон · d1 белая ладья · g1 белый король | c8 чёрная ладья · d8 чёрная ладья · b7 чёрный слон · e7 чёрный слон · f7 чёрная пешка · g7 чёрный король · a6 чёрная пешка · b6 чёрный ферзь · f6 чёрный конь · g6 чёрная пешка · h6 чёрная пешка · c5 чёрная пешка · d5 чёрная пешка · a4 белый ферзь · a3 белая пешка · c3 белый конь · e3 белая пешка · f3 белый конь · g3 белая пешка · b2 белая пешка · d2 белая ладья · f2 белая пешка · g2 белая пешка · b1 белый слон · d1 белая ладья · g1 белый король | c8 чёрная ладья · d8 чёрная ладья · b7 чёрный слон · e7 чёрный слон · f7 чёрная пешка · g7 чёрный король · a6 чёрная пешка · b6 чёрный ферзь · f6 чёрный конь · g6 чёрная пешка · h6 чёрная пешка · c5 чёрная пешка · d5 чёрная пешка · a4 белый ферзь · a3 белая пешка · c3 белый конь · e3 белая пешка · f3 белый конь · g3 белая пешка · b2 белая пешка · d2 белая ладья · f2 белая пешка · g2 белая пешка · b1 белый слон · d1 белая ладья · g1 белый король | c8 чёрная ладья · d8 чёрная ладья · b7 чёрный слон · e7 чёрный слон · f7 чёрная пешка · g7 чёрный король · a6 чёрная пешка · b6 чёрный ферзь · f6 чёрный конь · g6 чёрная пешка · h6 чёрная пешка · c5 чёрная пешка · d5 чёрная пешка · a4 белый ферзь · a3 белая пешка · c3 белый конь · e3 белая пешка · f3 белый конь · g3 белая пешка · b2 белая пешка · d2 белая ладья · f2 белая пешка · g2 белая пешка · b1 белый слон · d1 белая ладья · g1 белый король | c8 чёрная ладья · d8 чёрная ладья · b7 чёрный слон · e7 чёрный слон · f7 чёрная пешка · g7 чёрный король · a6 чёрная пешка · b6 чёрный ферзь · f6 чёрный конь · g6 чёрная пешка · h6 чёрная пешка · c5 чёрная пешка · d5 чёрная пешка · a4 белый ферзь · a3 белая пешка · c3 белый конь · e3 белая пешка · f3 белый конь · g3 белая пешка · b2 белая пешка · d2 белая ладья · f2 белая пешка · g2 белая пешка · b1 белый слон · d1 белая ладья · g1 белый король | c8 чёрная ладья · d8 чёрная ладья · b7 чёрный слон · e7 чёрный слон · f7 чёрная пешка · g7 чёрный король · a6 чёрная пешка · b6 чёрный ферзь · f6 чёрный конь · g6 чёрная пешка · h6 чёрная пешка · c5 чёрная пешка · d5 чёрная пешка · a4 белый ферзь · a3 белая пешка · c3 белый конь · e3 белая пешка · f3 белый конь · g3 белая пешка · b2 белая пешка · d2 белая ладья · f2 белая пешка · g2 белая пешка · b1 белый слон · d1 белая ладья · g1 белый король | c8 чёрная ладья · d8 чёрная ладья · b7 чёрный слон · e7 чёрный слон · f7 чёрная пешка · g7 чёрный король · a6 чёрная пешка · b6 чёрный ферзь · f6 чёрный конь · g6 чёрная пешка · h6 чёрная пешка · c5 чёрная пешка · d5 чёрная пешка · a4 белый ферзь · a3 белая пешка · c3 белый конь · e3 белая пешка · f3 белый конь · g3 белая пешка · b2 белая пешка · d2 белая ладья · f2 белая пешка · g2 белая пешка · b1 белый слон · d1 белая ладья · g1 белый король | c8 чёрная ладья · d8 чёрная ладья · b7 чёрный слон · e7 чёрный слон · f7 чёрная пешка · g7 чёрный король · a6 чёрная пешка · b6 чёрный ферзь · f6 чёрный конь · g6 чёрная пешка · h6 чёрная пешка · c5 чёрная пешка · d5 чёрная пешка · a4 белый ферзь · a3 белая пешка · c3 белый конь · e3 белая пешка · f3 белый конь · g3 белая пешка · b2 белая пешка · d2 белая ладья · f2 белая пешка · g2 белая пешка · b1 белый слон · d1 белая ладья · g1 белый король | 5 |
| 4 | c8 чёрная ладья · d8 чёрная ладья · b7 чёрный слон · e7 чёрный слон · f7 чёрная пешка · g7 чёрный король · a6 чёрная пешка · b6 чёрный ферзь · f6 чёрный конь · g6 чёрная пешка · h6 чёрная пешка · c5 чёрная пешка · d5 чёрная пешка · a4 белый ферзь · a3 белая пешка · c3 белый конь · e3 белая пешка · f3 белый конь · g3 белая пешка · b2 белая пешка · d2 белая ладья · f2 белая пешка · g2 белая пешка · b1 белый слон · d1 белая ладья · g1 белый король | c8 чёрная ладья · d8 чёрная ладья · b7 чёрный слон · e7 чёрный слон · f7 чёрная пешка · g7 чёрный король · a6 чёрная пешка · b6 чёрный ферзь · f6 чёрный конь · g6 чёрная пешка · h6 чёрная пешка · c5 чёрная пешка · d5 чёрная пешка · a4 белый ферзь · a3 белая пешка · c3 белый конь · e3 белая пешка · f3 белый конь · g3 белая пешка · b2 белая пешка · d2 белая ладья · f2 белая пешка · g2 белая пешка · b1 белый слон · d1 белая ладья · g1 белый король | c8 чёрная ладья · d8 чёрная ладья · b7 чёрный слон · e7 чёрный слон · f7 чёрная пешка · g7 чёрный король · a6 чёрная пешка · b6 чёрный ферзь · f6 чёрный конь · g6 чёрная пешка · h6 чёрная пешка · c5 чёрная пешка · d5 чёрная пешка · a4 белый ферзь · a3 белая пешка · c3 белый конь · e3 белая пешка · f3 белый конь · g3 белая пешка · b2 белая пешка · d2 белая ладья · f2 белая пешка · g2 белая пешка · b1 белый слон · d1 белая ладья · g1 белый король | c8 чёрная ладья · d8 чёрная ладья · b7 чёрный слон · e7 чёрный слон · f7 чёрная пешка · g7 чёрный король · a6 чёрная пешка · b6 чёрный ферзь · f6 чёрный конь · g6 чёрная пешка · h6 чёрная пешка · c5 чёрная пешка · d5 чёрная пешка · a4 белый ферзь · a3 белая пешка · c3 белый конь · e3 белая пешка · f3 белый конь · g3 белая пешка · b2 белая пешка · d2 белая ладья · f2 белая пешка · g2 белая пешка · b1 белый слон · d1 белая ладья · g1 белый король | c8 чёрная ладья · d8 чёрная ладья · b7 чёрный слон · e7 чёрный слон · f7 чёрная пешка · g7 чёрный король · a6 чёрная пешка · b6 чёрный ферзь · f6 чёрный конь · g6 чёрная пешка · h6 чёрная пешка · c5 чёрная пешка · d5 чёрная пешка · a4 белый ферзь · a3 белая пешка · c3 белый конь · e3 белая пешка · f3 белый конь · g3 белая пешка · b2 белая пешка · d2 белая ладья · f2 белая пешка · g2 белая пешка · b1 белый слон · d1 белая ладья · g1 белый король | c8 чёрная ладья · d8 чёрная ладья · b7 чёрный слон · e7 чёрный слон · f7 чёрная пешка · g7 чёрный король · a6 чёрная пешка · b6 чёрный ферзь · f6 чёрный конь · g6 чёрная пешка · h6 чёрная пешка · c5 чёрная пешка · d5 чёрная пешка · a4 белый ферзь · a3 белая пешка · c3 белый конь · e3 белая пешка · f3 белый конь · g3 белая пешка · b2 белая пешка · d2 белая ладья · f2 белая пешка · g2 белая пешка · b1 белый слон · d1 белая ладья · g1 белый король | c8 чёрная ладья · d8 чёрная ладья · b7 чёрный слон · e7 чёрный слон · f7 чёрная пешка · g7 чёрный король · a6 чёрная пешка · b6 чёрный ферзь · f6 чёрный конь · g6 чёрная пешка · h6 чёрная пешка · c5 чёрная пешка · d5 чёрная пешка · a4 белый ферзь · a3 белая пешка · c3 белый конь · e3 белая пешка · f3 белый конь · g3 белая пешка · b2 белая пешка · d2 белая ладья · f2 белая пешка · g2 белая пешка · b1 белый слон · d1 белая ладья · g1 белый король | c8 чёрная ладья · d8 чёрная ладья · b7 чёрный слон · e7 чёрный слон · f7 чёрная пешка · g7 чёрный король · a6 чёрная пешка · b6 чёрный ферзь · f6 чёрный конь · g6 чёрная пешка · h6 чёрная пешка · c5 чёрная пешка · d5 чёрная пешка · a4 белый ферзь · a3 белая пешка · c3 белый конь · e3 белая пешка · f3 белый конь · g3 белая пешка · b2 белая пешка · d2 белая ладья · f2 белая пешка · g2 белая пешка · b1 белый слон · d1 белая ладья · g1 белый король | 4 |
| 3 | c8 чёрная ладья · d8 чёрная ладья · b7 чёрный слон · e7 чёрный слон · f7 чёрная пешка · g7 чёрный король · a6 чёрная пешка · b6 чёрный ферзь · f6 чёрный конь · g6 чёрная пешка · h6 чёрная пешка · c5 чёрная пешка · d5 чёрная пешка · a4 белый ферзь · a3 белая пешка · c3 белый конь · e3 белая пешка · f3 белый конь · g3 белая пешка · b2 белая пешка · d2 белая ладья · f2 белая пешка · g2 белая пешка · b1 белый слон · d1 белая ладья · g1 белый король | c8 чёрная ладья · d8 чёрная ладья · b7 чёрный слон · e7 чёрный слон · f7 чёрная пешка · g7 чёрный король · a6 чёрная пешка · b6 чёрный ферзь · f6 чёрный конь · g6 чёрная пешка · h6 чёрная пешка · c5 чёрная пешка · d5 чёрная пешка · a4 белый ферзь · a3 белая пешка · c3 белый конь · e3 белая пешка · f3 белый конь · g3 белая пешка · b2 белая пешка · d2 белая ладья · f2 белая пешка · g2 белая пешка · b1 белый слон · d1 белая ладья · g1 белый король | c8 чёрная ладья · d8 чёрная ладья · b7 чёрный слон · e7 чёрный слон · f7 чёрная пешка · g7 чёрный король · a6 чёрная пешка · b6 чёрный ферзь · f6 чёрный конь · g6 чёрная пешка · h6 чёрная пешка · c5 чёрная пешка · d5 чёрная пешка · a4 белый ферзь · a3 белая пешка · c3 белый конь · e3 белая пешка · f3 белый конь · g3 белая пешка · b2 белая пешка · d2 белая ладья · f2 белая пешка · g2 белая пешка · b1 белый слон · d1 белая ладья · g1 белый король | c8 чёрная ладья · d8 чёрная ладья · b7 чёрный слон · e7 чёрный слон · f7 чёрная пешка · g7 чёрный король · a6 чёрная пешка · b6 чёрный ферзь · f6 чёрный конь · g6 чёрная пешка · h6 чёрная пешка · c5 чёрная пешка · d5 чёрная пешка · a4 белый ферзь · a3 белая пешка · c3 белый конь · e3 белая пешка · f3 белый конь · g3 белая пешка · b2 белая пешка · d2 белая ладья · f2 белая пешка · g2 белая пешка · b1 белый слон · d1 белая ладья · g1 белый король | c8 чёрная ладья · d8 чёрная ладья · b7 чёрный слон · e7 чёрный слон · f7 чёрная пешка · g7 чёрный король · a6 чёрная пешка · b6 чёрный ферзь · f6 чёрный конь · g6 чёрная пешка · h6 чёрная пешка · c5 чёрная пешка · d5 чёрная пешка · a4 белый ферзь · a3 белая пешка · c3 белый конь · e3 белая пешка · f3 белый конь · g3 белая пешка · b2 белая пешка · d2 белая ладья · f2 белая пешка · g2 белая пешка · b1 белый слон · d1 белая ладья · g1 белый король | c8 чёрная ладья · d8 чёрная ладья · b7 чёрный слон · e7 чёрный слон · f7 чёрная пешка · g7 чёрный король · a6 чёрная пешка · b6 чёрный ферзь · f6 чёрный конь · g6 чёрная пешка · h6 чёрная пешка · c5 чёрная пешка · d5 чёрная пешка · a4 белый ферзь · a3 белая пешка · c3 белый конь · e3 белая пешка · f3 белый конь · g3 белая пешка · b2 белая пешка · d2 белая ладья · f2 белая пешка · g2 белая пешка · b1 белый слон · d1 белая ладья · g1 белый король | c8 чёрная ладья · d8 чёрная ладья · b7 чёрный слон · e7 чёрный слон · f7 чёрная пешка · g7 чёрный король · a6 чёрная пешка · b6 чёрный ферзь · f6 чёрный конь · g6 чёрная пешка · h6 чёрная пешка · c5 чёрная пешка · d5 чёрная пешка · a4 белый ферзь · a3 белая пешка · c3 белый конь · e3 белая пешка · f3 белый конь · g3 белая пешка · b2 белая пешка · d2 белая ладья · f2 белая пешка · g2 белая пешка · b1 белый слон · d1 белая ладья · g1 белый король | c8 чёрная ладья · d8 чёрная ладья · b7 чёрный слон · e7 чёрный слон · f7 чёрная пешка · g7 чёрный король · a6 чёрная пешка · b6 чёрный ферзь · f6 чёрный конь · g6 чёрная пешка · h6 чёрная пешка · c5 чёрная пешка · d5 чёрная пешка · a4 белый ферзь · a3 белая пешка · c3 белый конь · e3 белая пешка · f3 белый конь · g3 белая пешка · b2 белая пешка · d2 белая ладья · f2 белая пешка · g2 белая пешка · b1 белый слон · d1 белая ладья · g1 белый король | 3 |
| 2 | c8 чёрная ладья · d8 чёрная ладья · b7 чёрный слон · e7 чёрный слон · f7 чёрная пешка · g7 чёрный король · a6 чёрная пешка · b6 чёрный ферзь · f6 чёрный конь · g6 чёрная пешка · h6 чёрная пешка · c5 чёрная пешка · d5 чёрная пешка · a4 белый ферзь · a3 белая пешка · c3 белый конь · e3 белая пешка · f3 белый конь · g3 белая пешка · b2 белая пешка · d2 белая ладья · f2 белая пешка · g2 белая пешка · b1 белый слон · d1 белая ладья · g1 белый король | c8 чёрная ладья · d8 чёрная ладья · b7 чёрный слон · e7 чёрный слон · f7 чёрная пешка · g7 чёрный король · a6 чёрная пешка · b6 чёрный ферзь · f6 чёрный конь · g6 чёрная пешка · h6 чёрная пешка · c5 чёрная пешка · d5 чёрная пешка · a4 белый ферзь · a3 белая пешка · c3 белый конь · e3 белая пешка · f3 белый конь · g3 белая пешка · b2 белая пешка · d2 белая ладья · f2 белая пешка · g2 белая пешка · b1 белый слон · d1 белая ладья · g1 белый король | c8 чёрная ладья · d8 чёрная ладья · b7 чёрный слон · e7 чёрный слон · f7 чёрная пешка · g7 чёрный король · a6 чёрная пешка · b6 чёрный ферзь · f6 чёрный конь · g6 чёрная пешка · h6 чёрная пешка · c5 чёрная пешка · d5 чёрная пешка · a4 белый ферзь · a3 белая пешка · c3 белый конь · e3 белая пешка · f3 белый конь · g3 белая пешка · b2 белая пешка · d2 белая ладья · f2 белая пешка · g2 белая пешка · b1 белый слон · d1 белая ладья · g1 белый король | c8 чёрная ладья · d8 чёрная ладья · b7 чёрный слон · e7 чёрный слон · f7 чёрная пешка · g7 чёрный король · a6 чёрная пешка · b6 чёрный ферзь · f6 чёрный конь · g6 чёрная пешка · h6 чёрная пешка · c5 чёрная пешка · d5 чёрная пешка · a4 белый ферзь · a3 белая пешка · c3 белый конь · e3 белая пешка · f3 белый конь · g3 белая пешка · b2 белая пешка · d2 белая ладья · f2 белая пешка · g2 белая пешка · b1 белый слон · d1 белая ладья · g1 белый король | c8 чёрная ладья · d8 чёрная ладья · b7 чёрный слон · e7 чёрный слон · f7 чёрная пешка · g7 чёрный король · a6 чёрная пешка · b6 чёрный ферзь · f6 чёрный конь · g6 чёрная пешка · h6 чёрная пешка · c5 чёрная пешка · d5 чёрная пешка · a4 белый ферзь · a3 белая пешка · c3 белый конь · e3 белая пешка · f3 белый конь · g3 белая пешка · b2 белая пешка · d2 белая ладья · f2 белая пешка · g2 белая пешка · b1 белый слон · d1 белая ладья · g1 белый король | c8 чёрная ладья · d8 чёрная ладья · b7 чёрный слон · e7 чёрный слон · f7 чёрная пешка · g7 чёрный король · a6 чёрная пешка · b6 чёрный ферзь · f6 чёрный конь · g6 чёрная пешка · h6 чёрная пешка · c5 чёрная пешка · d5 чёрная пешка · a4 белый ферзь · a3 белая пешка · c3 белый конь · e3 белая пешка · f3 белый конь · g3 белая пешка · b2 белая пешка · d2 белая ладья · f2 белая пешка · g2 белая пешка · b1 белый слон · d1 белая ладья · g1 белый король | c8 чёрная ладья · d8 чёрная ладья · b7 чёрный слон · e7 чёрный слон · f7 чёрная пешка · g7 чёрный король · a6 чёрная пешка · b6 чёрный ферзь · f6 чёрный конь · g6 чёрная пешка · h6 чёрная пешка · c5 чёрная пешка · d5 чёрная пешка · a4 белый ферзь · a3 белая пешка · c3 белый конь · e3 белая пешка · f3 белый конь · g3 белая пешка · b2 белая пешка · d2 белая ладья · f2 белая пешка · g2 белая пешка · b1 белый слон · d1 белая ладья · g1 белый король | c8 чёрная ладья · d8 чёрная ладья · b7 чёрный слон · e7 чёрный слон · f7 чёрная пешка · g7 чёрный король · a6 чёрная пешка · b6 чёрный ферзь · f6 чёрный конь · g6 чёрная пешка · h6 чёрная пешка · c5 чёрная пешка · d5 чёрная пешка · a4 белый ферзь · a3 белая пешка · c3 белый конь · e3 белая пешка · f3 белый конь · g3 белая пешка · b2 белая пешка · d2 белая ладья · f2 белая пешка · g2 белая пешка · b1 белый слон · d1 белая ладья · g1 белый король | 2 |
| 1 | c8 чёрная ладья · d8 чёрная ладья · b7 чёрный слон · e7 чёрный слон · f7 чёрная пешка · g7 чёрный король · a6 чёрная пешка · b6 чёрный ферзь · f6 чёрный конь · g6 чёрная пешка · h6 чёрная пешка · c5 чёрная пешка · d5 чёрная пешка · a4 белый ферзь · a3 белая пешка · c3 белый конь · e3 белая пешка · f3 белый конь · g3 белая пешка · b2 белая пешка · d2 белая ладья · f2 белая пешка · g2 белая пешка · b1 белый слон · d1 белая ладья · g1 белый король | c8 чёрная ладья · d8 чёрная ладья · b7 чёрный слон · e7 чёрный слон · f7 чёрная пешка · g7 чёрный король · a6 чёрная пешка · b6 чёрный ферзь · f6 чёрный конь · g6 чёрная пешка · h6 чёрная пешка · c5 чёрная пешка · d5 чёрная пешка · a4 белый ферзь · a3 белая пешка · c3 белый конь · e3 белая пешка · f3 белый конь · g3 белая пешка · b2 белая пешка · d2 белая ладья · f2 белая пешка · g2 белая пешка · b1 белый слон · d1 белая ладья · g1 белый король | c8 чёрная ладья · d8 чёрная ладья · b7 чёрный слон · e7 чёрный слон · f7 чёрная пешка · g7 чёрный король · a6 чёрная пешка · b6 чёрный ферзь · f6 чёрный конь · g6 чёрная пешка · h6 чёрная пешка · c5 чёрная пешка · d5 чёрная пешка · a4 белый ферзь · a3 белая пешка · c3 белый конь · e3 белая пешка · f3 белый конь · g3 белая пешка · b2 белая пешка · d2 белая ладья · f2 белая пешка · g2 белая пешка · b1 белый слон · d1 белая ладья · g1 белый король | c8 чёрная ладья · d8 чёрная ладья · b7 чёрный слон · e7 чёрный слон · f7 чёрная пешка · g7 чёрный король · a6 чёрная пешка · b6 чёрный ферзь · f6 чёрный конь · g6 чёрная пешка · h6 чёрная пешка · c5 чёрная пешка · d5 чёрная пешка · a4 белый ферзь · a3 белая пешка · c3 белый конь · e3 белая пешка · f3 белый конь · g3 белая пешка · b2 белая пешка · d2 белая ладья · f2 белая пешка · g2 белая пешка · b1 белый слон · d1 белая ладья · g1 белый король | c8 чёрная ладья · d8 чёрная ладья · b7 чёрный слон · e7 чёрный слон · f7 чёрная пешка · g7 чёрный король · a6 чёрная пешка · b6 чёрный ферзь · f6 чёрный конь · g6 чёрная пешка · h6 чёрная пешка · c5 чёрная пешка · d5 чёрная пешка · a4 белый ферзь · a3 белая пешка · c3 белый конь · e3 белая пешка · f3 белый конь · g3 белая пешка · b2 белая пешка · d2 белая ладья · f2 белая пешка · g2 белая пешка · b1 белый слон · d1 белая ладья · g1 белый король | c8 чёрная ладья · d8 чёрная ладья · b7 чёрный слон · e7 чёрный слон · f7 чёрная пешка · g7 чёрный король · a6 чёрная пешка · b6 чёрный ферзь · f6 чёрный конь · g6 чёрная пешка · h6 чёрная пешка · c5 чёрная пешка · d5 чёрная пешка · a4 белый ферзь · a3 белая пешка · c3 белый конь · e3 белая пешка · f3 белый конь · g3 белая пешка · b2 белая пешка · d2 белая ладья · f2 белая пешка · g2 белая пешка · b1 белый слон · d1 белая ладья · g1 белый король | c8 чёрная ладья · d8 чёрная ладья · b7 чёрный слон · e7 чёрный слон · f7 чёрная пешка · g7 чёрный король · a6 чёрная пешка · b6 чёрный ферзь · f6 чёрный конь · g6 чёрная пешка · h6 чёрная пешка · c5 чёрная пешка · d5 чёрная пешка · a4 белый ферзь · a3 белая пешка · c3 белый конь · e3 белая пешка · f3 белый конь · g3 белая пешка · b2 белая пешка · d2 белая ладья · f2 белая пешка · g2 белая пешка · b1 белый слон · d1 белая ладья · g1 белый король | c8 чёрная ладья · d8 чёрная ладья · b7 чёрный слон · e7 чёрный слон · f7 чёрная пешка · g7 чёрный король · a6 чёрная пешка · b6 чёрный ферзь · f6 чёрный конь · g6 чёрная пешка · h6 чёрная пешка · c5 чёрная пешка · d5 чёрная пешка · a4 белый ферзь · a3 белая пешка · c3 белый конь · e3 белая пешка · f3 белый конь · g3 белая пешка · b2 белая пешка · d2 белая ладья · f2 белая пешка · g2 белая пешка · b1 белый слон · d1 белая ладья · g1 белый король | 1 |
|   | a | b | c | d | e | f | g | h |   |

1. c4 e6 2. Кс3 d5 3. d4 Се7 4. Кf3 Кf6 5. Сg5 h6 6. Сһ4 O-O 7. e3 b6 8. Лс1 Сb7 9. Се2 Кbd7 10. cd ed 11. O-O c5 12. dc bc 13. Фс2 Лс8 14. Лfd1 Фb6 15. Фb1 Лfd8 16. Лс2 Фе6 17. Сg3 Кһ5 18. Лсd2 К:g3 19. hg Кf6 20. Фс2 g6 21. Фа4 a6 22. Сd3 Крg7 23. Сb1 Фb6 24. a3? (см. диаграмму)
24 …d4 25. Ке2 de 26. fe c4 27. Кеd4 Фс7 28. Кһ4 Фе5 29. Крһ1 Крg8 30. Кdf3 Ф:g3 31. Л:d8+ С:d8 32. Фb4 Се4 33. С:e4 К:e4 34. Лd4 Кf2+ 35. Крg1 Кd3 36. Фb7 Лb8 37. Фd7 Сс7 38. Крһ1 Л:b2 39. Л:d3 cd 40. Ф:d3 Фd6 41. Фе4 Фd1+ 42. Кg1 Фd6 43. Кһf3 Лb5, 0 : 1

### Карпов — Корчной
|   | a | b | c | d | e | f | g | h |   |
| - | --- | --- | --- | --- | --- | --- | --- | --- | - |
| 8 | g8 чёрный король · g7 чёрная пешка · c6 чёрный конь · e6 чёрная ладья · g6 чёрный слон · b5 чёрная пешка · c5 белая пешка · d5 чёрный ферзь · h4 чёрная пешка · a3 чёрная пешка · b3 белая пешка · d3 чёрная пешка · e3 белый слон · g3 белый конь · h3 белая пешка · a2 белая пешка · d2 белый ферзь · f2 белая пешка · g2 белая пешка · b1 белая ладья · g1 белый король | g8 чёрный король · g7 чёрная пешка · c6 чёрный конь · e6 чёрная ладья · g6 чёрный слон · b5 чёрная пешка · c5 белая пешка · d5 чёрный ферзь · h4 чёрная пешка · a3 чёрная пешка · b3 белая пешка · d3 чёрная пешка · e3 белый слон · g3 белый конь · h3 белая пешка · a2 белая пешка · d2 белый ферзь · f2 белая пешка · g2 белая пешка · b1 белая ладья · g1 белый король | g8 чёрный король · g7 чёрная пешка · c6 чёрный конь · e6 чёрная ладья · g6 чёрный слон · b5 чёрная пешка · c5 белая пешка · d5 чёрный ферзь · h4 чёрная пешка · a3 чёрная пешка · b3 белая пешка · d3 чёрная пешка · e3 белый слон · g3 белый конь · h3 белая пешка · a2 белая пешка · d2 белый ферзь · f2 белая пешка · g2 белая пешка · b1 белая ладья · g1 белый король | g8 чёрный король · g7 чёрная пешка · c6 чёрный конь · e6 чёрная ладья · g6 чёрный слон · b5 чёрная пешка · c5 белая пешка · d5 чёрный ферзь · h4 чёрная пешка · a3 чёрная пешка · b3 белая пешка · d3 чёрная пешка · e3 белый слон · g3 белый конь · h3 белая пешка · a2 белая пешка · d2 белый ферзь · f2 белая пешка · g2 белая пешка · b1 белая ладья · g1 белый король | g8 чёрный король · g7 чёрная пешка · c6 чёрный конь · e6 чёрная ладья · g6 чёрный слон · b5 чёрная пешка · c5 белая пешка · d5 чёрный ферзь · h4 чёрная пешка · a3 чёрная пешка · b3 белая пешка · d3 чёрная пешка · e3 белый слон · g3 белый конь · h3 белая пешка · a2 белая пешка · d2 белый ферзь · f2 белая пешка · g2 белая пешка · b1 белая ладья · g1 белый король | g8 чёрный король · g7 чёрная пешка · c6 чёрный конь · e6 чёрная ладья · g6 чёрный слон · b5 чёрная пешка · c5 белая пешка · d5 чёрный ферзь · h4 чёрная пешка · a3 чёрная пешка · b3 белая пешка · d3 чёрная пешка · e3 белый слон · g3 белый конь · h3 белая пешка · a2 белая пешка · d2 белый ферзь · f2 белая пешка · g2 белая пешка · b1 белая ладья · g1 белый король | g8 чёрный король · g7 чёрная пешка · c6 чёрный конь · e6 чёрная ладья · g6 чёрный слон · b5 чёрная пешка · c5 белая пешка · d5 чёрный ферзь · h4 чёрная пешка · a3 чёрная пешка · b3 белая пешка · d3 чёрная пешка · e3 белый слон · g3 белый конь · h3 белая пешка · a2 белая пешка · d2 белый ферзь · f2 белая пешка · g2 белая пешка · b1 белая ладья · g1 белый король | g8 чёрный король · g7 чёрная пешка · c6 чёрный конь · e6 чёрная ладья · g6 чёрный слон · b5 чёрная пешка · c5 белая пешка · d5 чёрный ферзь · h4 чёрная пешка · a3 чёрная пешка · b3 белая пешка · d3 чёрная пешка · e3 белый слон · g3 белый конь · h3 белая пешка · a2 белая пешка · d2 белый ферзь · f2 белая пешка · g2 белая пешка · b1 белая ладья · g1 белый король | 8 |
| 7 | g8 чёрный король · g7 чёрная пешка · c6 чёрный конь · e6 чёрная ладья · g6 чёрный слон · b5 чёрная пешка · c5 белая пешка · d5 чёрный ферзь · h4 чёрная пешка · a3 чёрная пешка · b3 белая пешка · d3 чёрная пешка · e3 белый слон · g3 белый конь · h3 белая пешка · a2 белая пешка · d2 белый ферзь · f2 белая пешка · g2 белая пешка · b1 белая ладья · g1 белый король | g8 чёрный король · g7 чёрная пешка · c6 чёрный конь · e6 чёрная ладья · g6 чёрный слон · b5 чёрная пешка · c5 белая пешка · d5 чёрный ферзь · h4 чёрная пешка · a3 чёрная пешка · b3 белая пешка · d3 чёрная пешка · e3 белый слон · g3 белый конь · h3 белая пешка · a2 белая пешка · d2 белый ферзь · f2 белая пешка · g2 белая пешка · b1 белая ладья · g1 белый король | g8 чёрный король · g7 чёрная пешка · c6 чёрный конь · e6 чёрная ладья · g6 чёрный слон · b5 чёрная пешка · c5 белая пешка · d5 чёрный ферзь · h4 чёрная пешка · a3 чёрная пешка · b3 белая пешка · d3 чёрная пешка · e3 белый слон · g3 белый конь · h3 белая пешка · a2 белая пешка · d2 белый ферзь · f2 белая пешка · g2 белая пешка · b1 белая ладья · g1 белый король | g8 чёрный король · g7 чёрная пешка · c6 чёрный конь · e6 чёрная ладья · g6 чёрный слон · b5 чёрная пешка · c5 белая пешка · d5 чёрный ферзь · h4 чёрная пешка · a3 чёрная пешка · b3 белая пешка · d3 чёрная пешка · e3 белый слон · g3 белый конь · h3 белая пешка · a2 белая пешка · d2 белый ферзь · f2 белая пешка · g2 белая пешка · b1 белая ладья · g1 белый король | g8 чёрный король · g7 чёрная пешка · c6 чёрный конь · e6 чёрная ладья · g6 чёрный слон · b5 чёрная пешка · c5 белая пешка · d5 чёрный ферзь · h4 чёрная пешка · a3 чёрная пешка · b3 белая пешка · d3 чёрная пешка · e3 белый слон · g3 белый конь · h3 белая пешка · a2 белая пешка · d2 белый ферзь · f2 белая пешка · g2 белая пешка · b1 белая ладья · g1 белый король | g8 чёрный король · g7 чёрная пешка · c6 чёрный конь · e6 чёрная ладья · g6 чёрный слон · b5 чёрная пешка · c5 белая пешка · d5 чёрный ферзь · h4 чёрная пешка · a3 чёрная пешка · b3 белая пешка · d3 чёрная пешка · e3 белый слон · g3 белый конь · h3 белая пешка · a2 белая пешка · d2 белый ферзь · f2 белая пешка · g2 белая пешка · b1 белая ладья · g1 белый король | g8 чёрный король · g7 чёрная пешка · c6 чёрный конь · e6 чёрная ладья · g6 чёрный слон · b5 чёрная пешка · c5 белая пешка · d5 чёрный ферзь · h4 чёрная пешка · a3 чёрная пешка · b3 белая пешка · d3 чёрная пешка · e3 белый слон · g3 белый конь · h3 белая пешка · a2 белая пешка · d2 белый ферзь · f2 белая пешка · g2 белая пешка · b1 белая ладья · g1 белый король | g8 чёрный король · g7 чёрная пешка · c6 чёрный конь · e6 чёрная ладья · g6 чёрный слон · b5 чёрная пешка · c5 белая пешка · d5 чёрный ферзь · h4 чёрная пешка · a3 чёрная пешка · b3 белая пешка · d3 чёрная пешка · e3 белый слон · g3 белый конь · h3 белая пешка · a2 белая пешка · d2 белый ферзь · f2 белая пешка · g2 белая пешка · b1 белая ладья · g1 белый король | 7 |
| 6 | g8 чёрный король · g7 чёрная пешка · c6 чёрный конь · e6 чёрная ладья · g6 чёрный слон · b5 чёрная пешка · c5 белая пешка · d5 чёрный ферзь · h4 чёрная пешка · a3 чёрная пешка · b3 белая пешка · d3 чёрная пешка · e3 белый слон · g3 белый конь · h3 белая пешка · a2 белая пешка · d2 белый ферзь · f2 белая пешка · g2 белая пешка · b1 белая ладья · g1 белый король | g8 чёрный король · g7 чёрная пешка · c6 чёрный конь · e6 чёрная ладья · g6 чёрный слон · b5 чёрная пешка · c5 белая пешка · d5 чёрный ферзь · h4 чёрная пешка · a3 чёрная пешка · b3 белая пешка · d3 чёрная пешка · e3 белый слон · g3 белый конь · h3 белая пешка · a2 белая пешка · d2 белый ферзь · f2 белая пешка · g2 белая пешка · b1 белая ладья · g1 белый король | g8 чёрный король · g7 чёрная пешка · c6 чёрный конь · e6 чёрная ладья · g6 чёрный слон · b5 чёрная пешка · c5 белая пешка · d5 чёрный ферзь · h4 чёрная пешка · a3 чёрная пешка · b3 белая пешка · d3 чёрная пешка · e3 белый слон · g3 белый конь · h3 белая пешка · a2 белая пешка · d2 белый ферзь · f2 белая пешка · g2 белая пешка · b1 белая ладья · g1 белый король | g8 чёрный король · g7 чёрная пешка · c6 чёрный конь · e6 чёрная ладья · g6 чёрный слон · b5 чёрная пешка · c5 белая пешка · d5 чёрный ферзь · h4 чёрная пешка · a3 чёрная пешка · b3 белая пешка · d3 чёрная пешка · e3 белый слон · g3 белый конь · h3 белая пешка · a2 белая пешка · d2 белый ферзь · f2 белая пешка · g2 белая пешка · b1 белая ладья · g1 белый король | g8 чёрный король · g7 чёрная пешка · c6 чёрный конь · e6 чёрная ладья · g6 чёрный слон · b5 чёрная пешка · c5 белая пешка · d5 чёрный ферзь · h4 чёрная пешка · a3 чёрная пешка · b3 белая пешка · d3 чёрная пешка · e3 белый слон · g3 белый конь · h3 белая пешка · a2 белая пешка · d2 белый ферзь · f2 белая пешка · g2 белая пешка · b1 белая ладья · g1 белый король | g8 чёрный король · g7 чёрная пешка · c6 чёрный конь · e6 чёрная ладья · g6 чёрный слон · b5 чёрная пешка · c5 белая пешка · d5 чёрный ферзь · h4 чёрная пешка · a3 чёрная пешка · b3 белая пешка · d3 чёрная пешка · e3 белый слон · g3 белый конь · h3 белая пешка · a2 белая пешка · d2 белый ферзь · f2 белая пешка · g2 белая пешка · b1 белая ладья · g1 белый король | g8 чёрный король · g7 чёрная пешка · c6 чёрный конь · e6 чёрная ладья · g6 чёрный слон · b5 чёрная пешка · c5 белая пешка · d5 чёрный ферзь · h4 чёрная пешка · a3 чёрная пешка · b3 белая пешка · d3 чёрная пешка · e3 белый слон · g3 белый конь · h3 белая пешка · a2 белая пешка · d2 белый ферзь · f2 белая пешка · g2 белая пешка · b1 белая ладья · g1 белый король | g8 чёрный король · g7 чёрная пешка · c6 чёрный конь · e6 чёрная ладья · g6 чёрный слон · b5 чёрная пешка · c5 белая пешка · d5 чёрный ферзь · h4 чёрная пешка · a3 чёрная пешка · b3 белая пешка · d3 чёрная пешка · e3 белый слон · g3 белый конь · h3 белая пешка · a2 белая пешка · d2 белый ферзь · f2 белая пешка · g2 белая пешка · b1 белая ладья · g1 белый король | 6 |
| 5 | g8 чёрный король · g7 чёрная пешка · c6 чёрный конь · e6 чёрная ладья · g6 чёрный слон · b5 чёрная пешка · c5 белая пешка · d5 чёрный ферзь · h4 чёрная пешка · a3 чёрная пешка · b3 белая пешка · d3 чёрная пешка · e3 белый слон · g3 белый конь · h3 белая пешка · a2 белая пешка · d2 белый ферзь · f2 белая пешка · g2 белая пешка · b1 белая ладья · g1 белый король | g8 чёрный король · g7 чёрная пешка · c6 чёрный конь · e6 чёрная ладья · g6 чёрный слон · b5 чёрная пешка · c5 белая пешка · d5 чёрный ферзь · h4 чёрная пешка · a3 чёрная пешка · b3 белая пешка · d3 чёрная пешка · e3 белый слон · g3 белый конь · h3 белая пешка · a2 белая пешка · d2 белый ферзь · f2 белая пешка · g2 белая пешка · b1 белая ладья · g1 белый король | g8 чёрный король · g7 чёрная пешка · c6 чёрный конь · e6 чёрная ладья · g6 чёрный слон · b5 чёрная пешка · c5 белая пешка · d5 чёрный ферзь · h4 чёрная пешка · a3 чёрная пешка · b3 белая пешка · d3 чёрная пешка · e3 белый слон · g3 белый конь · h3 белая пешка · a2 белая пешка · d2 белый ферзь · f2 белая пешка · g2 белая пешка · b1 белая ладья · g1 белый король | g8 чёрный король · g7 чёрная пешка · c6 чёрный конь · e6 чёрная ладья · g6 чёрный слон · b5 чёрная пешка · c5 белая пешка · d5 чёрный ферзь · h4 чёрная пешка · a3 чёрная пешка · b3 белая пешка · d3 чёрная пешка · e3 белый слон · g3 белый конь · h3 белая пешка · a2 белая пешка · d2 белый ферзь · f2 белая пешка · g2 белая пешка · b1 белая ладья · g1 белый король | g8 чёрный король · g7 чёрная пешка · c6 чёрный конь · e6 чёрная ладья · g6 чёрный слон · b5 чёрная пешка · c5 белая пешка · d5 чёрный ферзь · h4 чёрная пешка · a3 чёрная пешка · b3 белая пешка · d3 чёрная пешка · e3 белый слон · g3 белый конь · h3 белая пешка · a2 белая пешка · d2 белый ферзь · f2 белая пешка · g2 белая пешка · b1 белая ладья · g1 белый король | g8 чёрный король · g7 чёрная пешка · c6 чёрный конь · e6 чёрная ладья · g6 чёрный слон · b5 чёрная пешка · c5 белая пешка · d5 чёрный ферзь · h4 чёрная пешка · a3 чёрная пешка · b3 белая пешка · d3 чёрная пешка · e3 белый слон · g3 белый конь · h3 белая пешка · a2 белая пешка · d2 белый ферзь · f2 белая пешка · g2 белая пешка · b1 белая ладья · g1 белый король | g8 чёрный король · g7 чёрная пешка · c6 чёрный конь · e6 чёрная ладья · g6 чёрный слон · b5 чёрная пешка · c5 белая пешка · d5 чёрный ферзь · h4 чёрная пешка · a3 чёрная пешка · b3 белая пешка · d3 чёрная пешка · e3 белый слон · g3 белый конь · h3 белая пешка · a2 белая пешка · d2 белый ферзь · f2 белая пешка · g2 белая пешка · b1 белая ладья · g1 белый король | g8 чёрный король · g7 чёрная пешка · c6 чёрный конь · e6 чёрная ладья · g6 чёрный слон · b5 чёрная пешка · c5 белая пешка · d5 чёрный ферзь · h4 чёрная пешка · a3 чёрная пешка · b3 белая пешка · d3 чёрная пешка · e3 белый слон · g3 белый конь · h3 белая пешка · a2 белая пешка · d2 белый ферзь · f2 белая пешка · g2 белая пешка · b1 белая ладья · g1 белый король | 5 |
| 4 | g8 чёрный король · g7 чёрная пешка · c6 чёрный конь · e6 чёрная ладья · g6 чёрный слон · b5 чёрная пешка · c5 белая пешка · d5 чёрный ферзь · h4 чёрная пешка · a3 чёрная пешка · b3 белая пешка · d3 чёрная пешка · e3 белый слон · g3 белый конь · h3 белая пешка · a2 белая пешка · d2 белый ферзь · f2 белая пешка · g2 белая пешка · b1 белая ладья · g1 белый король | g8 чёрный король · g7 чёрная пешка · c6 чёрный конь · e6 чёрная ладья · g6 чёрный слон · b5 чёрная пешка · c5 белая пешка · d5 чёрный ферзь · h4 чёрная пешка · a3 чёрная пешка · b3 белая пешка · d3 чёрная пешка · e3 белый слон · g3 белый конь · h3 белая пешка · a2 белая пешка · d2 белый ферзь · f2 белая пешка · g2 белая пешка · b1 белая ладья · g1 белый король | g8 чёрный король · g7 чёрная пешка · c6 чёрный конь · e6 чёрная ладья · g6 чёрный слон · b5 чёрная пешка · c5 белая пешка · d5 чёрный ферзь · h4 чёрная пешка · a3 чёрная пешка · b3 белая пешка · d3 чёрная пешка · e3 белый слон · g3 белый конь · h3 белая пешка · a2 белая пешка · d2 белый ферзь · f2 белая пешка · g2 белая пешка · b1 белая ладья · g1 белый король | g8 чёрный король · g7 чёрная пешка · c6 чёрный конь · e6 чёрная ладья · g6 чёрный слон · b5 чёрная пешка · c5 белая пешка · d5 чёрный ферзь · h4 чёрная пешка · a3 чёрная пешка · b3 белая пешка · d3 чёрная пешка · e3 белый слон · g3 белый конь · h3 белая пешка · a2 белая пешка · d2 белый ферзь · f2 белая пешка · g2 белая пешка · b1 белая ладья · g1 белый король | g8 чёрный король · g7 чёрная пешка · c6 чёрный конь · e6 чёрная ладья · g6 чёрный слон · b5 чёрная пешка · c5 белая пешка · d5 чёрный ферзь · h4 чёрная пешка · a3 чёрная пешка · b3 белая пешка · d3 чёрная пешка · e3 белый слон · g3 белый конь · h3 белая пешка · a2 белая пешка · d2 белый ферзь · f2 белая пешка · g2 белая пешка · b1 белая ладья · g1 белый король | g8 чёрный король · g7 чёрная пешка · c6 чёрный конь · e6 чёрная ладья · g6 чёрный слон · b5 чёрная пешка · c5 белая пешка · d5 чёрный ферзь · h4 чёрная пешка · a3 чёрная пешка · b3 белая пешка · d3 чёрная пешка · e3 белый слон · g3 белый конь · h3 белая пешка · a2 белая пешка · d2 белый ферзь · f2 белая пешка · g2 белая пешка · b1 белая ладья · g1 белый король | g8 чёрный король · g7 чёрная пешка · c6 чёрный конь · e6 чёрная ладья · g6 чёрный слон · b5 чёрная пешка · c5 белая пешка · d5 чёрный ферзь · h4 чёрная пешка · a3 чёрная пешка · b3 белая пешка · d3 чёрная пешка · e3 белый слон · g3 белый конь · h3 белая пешка · a2 белая пешка · d2 белый ферзь · f2 белая пешка · g2 белая пешка · b1 белая ладья · g1 белый король | g8 чёрный король · g7 чёрная пешка · c6 чёрный конь · e6 чёрная ладья · g6 чёрный слон · b5 чёрная пешка · c5 белая пешка · d5 чёрный ферзь · h4 чёрная пешка · a3 чёрная пешка · b3 белая пешка · d3 чёрная пешка · e3 белый слон · g3 белый конь · h3 белая пешка · a2 белая пешка · d2 белый ферзь · f2 белая пешка · g2 белая пешка · b1 белая ладья · g1 белый король | 4 |
| 3 | g8 чёрный король · g7 чёрная пешка · c6 чёрный конь · e6 чёрная ладья · g6 чёрный слон · b5 чёрная пешка · c5 белая пешка · d5 чёрный ферзь · h4 чёрная пешка · a3 чёрная пешка · b3 белая пешка · d3 чёрная пешка · e3 белый слон · g3 белый конь · h3 белая пешка · a2 белая пешка · d2 белый ферзь · f2 белая пешка · g2 белая пешка · b1 белая ладья · g1 белый король | g8 чёрный король · g7 чёрная пешка · c6 чёрный конь · e6 чёрная ладья · g6 чёрный слон · b5 чёрная пешка · c5 белая пешка · d5 чёрный ферзь · h4 чёрная пешка · a3 чёрная пешка · b3 белая пешка · d3 чёрная пешка · e3 белый слон · g3 белый конь · h3 белая пешка · a2 белая пешка · d2 белый ферзь · f2 белая пешка · g2 белая пешка · b1 белая ладья · g1 белый король | g8 чёрный король · g7 чёрная пешка · c6 чёрный конь · e6 чёрная ладья · g6 чёрный слон · b5 чёрная пешка · c5 белая пешка · d5 чёрный ферзь · h4 чёрная пешка · a3 чёрная пешка · b3 белая пешка · d3 чёрная пешка · e3 белый слон · g3 белый конь · h3 белая пешка · a2 белая пешка · d2 белый ферзь · f2 белая пешка · g2 белая пешка · b1 белая ладья · g1 белый король | g8 чёрный король · g7 чёрная пешка · c6 чёрный конь · e6 чёрная ладья · g6 чёрный слон · b5 чёрная пешка · c5 белая пешка · d5 чёрный ферзь · h4 чёрная пешка · a3 чёрная пешка · b3 белая пешка · d3 чёрная пешка · e3 белый слон · g3 белый конь · h3 белая пешка · a2 белая пешка · d2 белый ферзь · f2 белая пешка · g2 белая пешка · b1 белая ладья · g1 белый король | g8 чёрный король · g7 чёрная пешка · c6 чёрный конь · e6 чёрная ладья · g6 чёрный слон · b5 чёрная пешка · c5 белая пешка · d5 чёрный ферзь · h4 чёрная пешка · a3 чёрная пешка · b3 белая пешка · d3 чёрная пешка · e3 белый слон · g3 белый конь · h3 белая пешка · a2 белая пешка · d2 белый ферзь · f2 белая пешка · g2 белая пешка · b1 белая ладья · g1 белый король | g8 чёрный король · g7 чёрная пешка · c6 чёрный конь · e6 чёрная ладья · g6 чёрный слон · b5 чёрная пешка · c5 белая пешка · d5 чёрный ферзь · h4 чёрная пешка · a3 чёрная пешка · b3 белая пешка · d3 чёрная пешка · e3 белый слон · g3 белый конь · h3 белая пешка · a2 белая пешка · d2 белый ферзь · f2 белая пешка · g2 белая пешка · b1 белая ладья · g1 белый король | g8 чёрный король · g7 чёрная пешка · c6 чёрный конь · e6 чёрная ладья · g6 чёрный слон · b5 чёрная пешка · c5 белая пешка · d5 чёрный ферзь · h4 чёрная пешка · a3 чёрная пешка · b3 белая пешка · d3 чёрная пешка · e3 белый слон · g3 белый конь · h3 белая пешка · a2 белая пешка · d2 белый ферзь · f2 белая пешка · g2 белая пешка · b1 белая ладья · g1 белый король | g8 чёрный король · g7 чёрная пешка · c6 чёрный конь · e6 чёрная ладья · g6 чёрный слон · b5 чёрная пешка · c5 белая пешка · d5 чёрный ферзь · h4 чёрная пешка · a3 чёрная пешка · b3 белая пешка · d3 чёрная пешка · e3 белый слон · g3 белый конь · h3 белая пешка · a2 белая пешка · d2 белый ферзь · f2 белая пешка · g2 белая пешка · b1 белая ладья · g1 белый король | 3 |
| 2 | g8 чёрный король · g7 чёрная пешка · c6 чёрный конь · e6 чёрная ладья · g6 чёрный слон · b5 чёрная пешка · c5 белая пешка · d5 чёрный ферзь · h4 чёрная пешка · a3 чёрная пешка · b3 белая пешка · d3 чёрная пешка · e3 белый слон · g3 белый конь · h3 белая пешка · a2 белая пешка · d2 белый ферзь · f2 белая пешка · g2 белая пешка · b1 белая ладья · g1 белый король | g8 чёрный король · g7 чёрная пешка · c6 чёрный конь · e6 чёрная ладья · g6 чёрный слон · b5 чёрная пешка · c5 белая пешка · d5 чёрный ферзь · h4 чёрная пешка · a3 чёрная пешка · b3 белая пешка · d3 чёрная пешка · e3 белый слон · g3 белый конь · h3 белая пешка · a2 белая пешка · d2 белый ферзь · f2 белая пешка · g2 белая пешка · b1 белая ладья · g1 белый король | g8 чёрный король · g7 чёрная пешка · c6 чёрный конь · e6 чёрная ладья · g6 чёрный слон · b5 чёрная пешка · c5 белая пешка · d5 чёрный ферзь · h4 чёрная пешка · a3 чёрная пешка · b3 белая пешка · d3 чёрная пешка · e3 белый слон · g3 белый конь · h3 белая пешка · a2 белая пешка · d2 белый ферзь · f2 белая пешка · g2 белая пешка · b1 белая ладья · g1 белый король | g8 чёрный король · g7 чёрная пешка · c6 чёрный конь · e6 чёрная ладья · g6 чёрный слон · b5 чёрная пешка · c5 белая пешка · d5 чёрный ферзь · h4 чёрная пешка · a3 чёрная пешка · b3 белая пешка · d3 чёрная пешка · e3 белый слон · g3 белый конь · h3 белая пешка · a2 белая пешка · d2 белый ферзь · f2 белая пешка · g2 белая пешка · b1 белая ладья · g1 белый король | g8 чёрный король · g7 чёрная пешка · c6 чёрный конь · e6 чёрная ладья · g6 чёрный слон · b5 чёрная пешка · c5 белая пешка · d5 чёрный ферзь · h4 чёрная пешка · a3 чёрная пешка · b3 белая пешка · d3 чёрная пешка · e3 белый слон · g3 белый конь · h3 белая пешка · a2 белая пешка · d2 белый ферзь · f2 белая пешка · g2 белая пешка · b1 белая ладья · g1 белый король | g8 чёрный король · g7 чёрная пешка · c6 чёрный конь · e6 чёрная ладья · g6 чёрный слон · b5 чёрная пешка · c5 белая пешка · d5 чёрный ферзь · h4 чёрная пешка · a3 чёрная пешка · b3 белая пешка · d3 чёрная пешка · e3 белый слон · g3 белый конь · h3 белая пешка · a2 белая пешка · d2 белый ферзь · f2 белая пешка · g2 белая пешка · b1 белая ладья · g1 белый король | g8 чёрный король · g7 чёрная пешка · c6 чёрный конь · e6 чёрная ладья · g6 чёрный слон · b5 чёрная пешка · c5 белая пешка · d5 чёрный ферзь · h4 чёрная пешка · a3 чёрная пешка · b3 белая пешка · d3 чёрная пешка · e3 белый слон · g3 белый конь · h3 белая пешка · a2 белая пешка · d2 белый ферзь · f2 белая пешка · g2 белая пешка · b1 белая ладья · g1 белый король | g8 чёрный король · g7 чёрная пешка · c6 чёрный конь · e6 чёрная ладья · g6 чёрный слон · b5 чёрная пешка · c5 белая пешка · d5 чёрный ферзь · h4 чёрная пешка · a3 чёрная пешка · b3 белая пешка · d3 чёрная пешка · e3 белый слон · g3 белый конь · h3 белая пешка · a2 белая пешка · d2 белый ферзь · f2 белая пешка · g2 белая пешка · b1 белая ладья · g1 белый король | 2 |
| 1 | g8 чёрный король · g7 чёрная пешка · c6 чёрный конь · e6 чёрная ладья · g6 чёрный слон · b5 чёрная пешка · c5 белая пешка · d5 чёрный ферзь · h4 чёрная пешка · a3 чёрная пешка · b3 белая пешка · d3 чёрная пешка · e3 белый слон · g3 белый конь · h3 белая пешка · a2 белая пешка · d2 белый ферзь · f2 белая пешка · g2 белая пешка · b1 белая ладья · g1 белый король | g8 чёрный король · g7 чёрная пешка · c6 чёрный конь · e6 чёрная ладья · g6 чёрный слон · b5 чёрная пешка · c5 белая пешка · d5 чёрный ферзь · h4 чёрная пешка · a3 чёрная пешка · b3 белая пешка · d3 чёрная пешка · e3 белый слон · g3 белый конь · h3 белая пешка · a2 белая пешка · d2 белый ферзь · f2 белая пешка · g2 белая пешка · b1 белая ладья · g1 белый король | g8 чёрный король · g7 чёрная пешка · c6 чёрный конь · e6 чёрная ладья · g6 чёрный слон · b5 чёрная пешка · c5 белая пешка · d5 чёрный ферзь · h4 чёрная пешка · a3 чёрная пешка · b3 белая пешка · d3 чёрная пешка · e3 белый слон · g3 белый конь · h3 белая пешка · a2 белая пешка · d2 белый ферзь · f2 белая пешка · g2 белая пешка · b1 белая ладья · g1 белый король | g8 чёрный король · g7 чёрная пешка · c6 чёрный конь · e6 чёрная ладья · g6 чёрный слон · b5 чёрная пешка · c5 белая пешка · d5 чёрный ферзь · h4 чёрная пешка · a3 чёрная пешка · b3 белая пешка · d3 чёрная пешка · e3 белый слон · g3 белый конь · h3 белая пешка · a2 белая пешка · d2 белый ферзь · f2 белая пешка · g2 белая пешка · b1 белая ладья · g1 белый король | g8 чёрный король · g7 чёрная пешка · c6 чёрный конь · e6 чёрная ладья · g6 чёрный слон · b5 чёрная пешка · c5 белая пешка · d5 чёрный ферзь · h4 чёрная пешка · a3 чёрная пешка · b3 белая пешка · d3 чёрная пешка · e3 белый слон · g3 белый конь · h3 белая пешка · a2 белая пешка · d2 белый ферзь · f2 белая пешка · g2 белая пешка · b1 белая ладья · g1 белый король | g8 чёрный король · g7 чёрная пешка · c6 чёрный конь · e6 чёрная ладья · g6 чёрный слон · b5 чёрная пешка · c5 белая пешка · d5 чёрный ферзь · h4 чёрная пешка · a3 чёрная пешка · b3 белая пешка · d3 чёрная пешка · e3 белый слон · g3 белый конь · h3 белая пешка · a2 белая пешка · d2 белый ферзь · f2 белая пешка · g2 белая пешка · b1 белая ладья · g1 белый король | g8 чёрный король · g7 чёрная пешка · c6 чёрный конь · e6 чёрная ладья · g6 чёрный слон · b5 чёрная пешка · c5 белая пешка · d5 чёрный ферзь · h4 чёрная пешка · a3 чёрная пешка · b3 белая пешка · d3 чёрная пешка · e3 белый слон · g3 белый конь · h3 белая пешка · a2 белая пешка · d2 белый ферзь · f2 белая пешка · g2 белая пешка · b1 белая ладья · g1 белый король | g8 чёрный король · g7 чёрная пешка · c6 чёрный конь · e6 чёрная ладья · g6 чёрный слон · b5 чёрная пешка · c5 белая пешка · d5 чёрный ферзь · h4 чёрная пешка · a3 чёрная пешка · b3 белая пешка · d3 чёрная пешка · e3 белый слон · g3 белый конь · h3 белая пешка · a2 белая пешка · d2 белый ферзь · f2 белая пешка · g2 белая пешка · b1 белая ладья · g1 белый король | 1 |
|   | a | b | c | d | e | f | g | h |   |

1.e4 e5 2.Кf3 Кс6 3.Сb5 a6 4.Са4 Кf6 5.O-O К:e4 6.d4 b5 7.Сb3 d5 8.d: e5 Се6 9.c3 Сс5 10.Кbd2 O-O 11.Сс2 Сf5 12.Кb3 Сg6 13.Кfd4 С:d4 14.c: d4 a5 15.Се3 a4 16.Кс1 a3 17.b3 f6 18.e: f6 Ф:f6 19.Ке2 Кb4 20.Сb1 Фе7 21.Фе1 Лfe8 22.Кf4 Сf7 23.Фс1 c5 24.d: c5 Фf6 25.С:e4 Л:e4 26.Ке2 d4 27.Кg3 Лее8 28.Фd2 Кс6 29.Сg5 Фе5 30.Лас1 d3 31.Лfd1 Сg6 32.Се3 Ле6 33.Сf4 Фf6 34.Ле1 Лае8 35.Л:e6 Л:e6 36.Лb1 h5 37.h3 h4 38.Сg5 Фd4 39.Се3 Фd5? (см. диаграмму)
40.Кf1? (сильнее ход 40.Ке2!) Се4 41.Сf4 С:g2, 0 : 1